# Лома Линда (Калифорнија)
Лома Линда (енгл. Loma Linda) град је у америчкој савезној држави Калифорнија. По попису становништва из 2010. у њему је живело 23.261 становника.

## Демографија
Према попису становништва из 2010. у граду је живело 23.261 становника, што је 4.580 (24,5%) становника више него 2000. године.
| Група             | 2000.         | 2010.         |
| Белци             | 8.799 (47,1%) | 8.600 (37,0%) |
| Афроамериканци    | 1.347 (7,2%)  | 2.032 (8,7%)  |
| Азијати           | 4.555 (24,4%) | 6.589 (28,3%) |
| Хиспаноамериканци | 3.050 (16,3%) | 5.171 (22,2%) |
| Укупно            | 18.681        | 23.261        |